# Abraxas auchmodes
Abraxas auchmodes är en fjärilsart som beskrevs av Eugen Wehrli 1931. Abraxas auchmodes ingår i släktet Abraxas och familjen mätare. Inga underarter finns listade i Catalogue of Life.